# Chloride

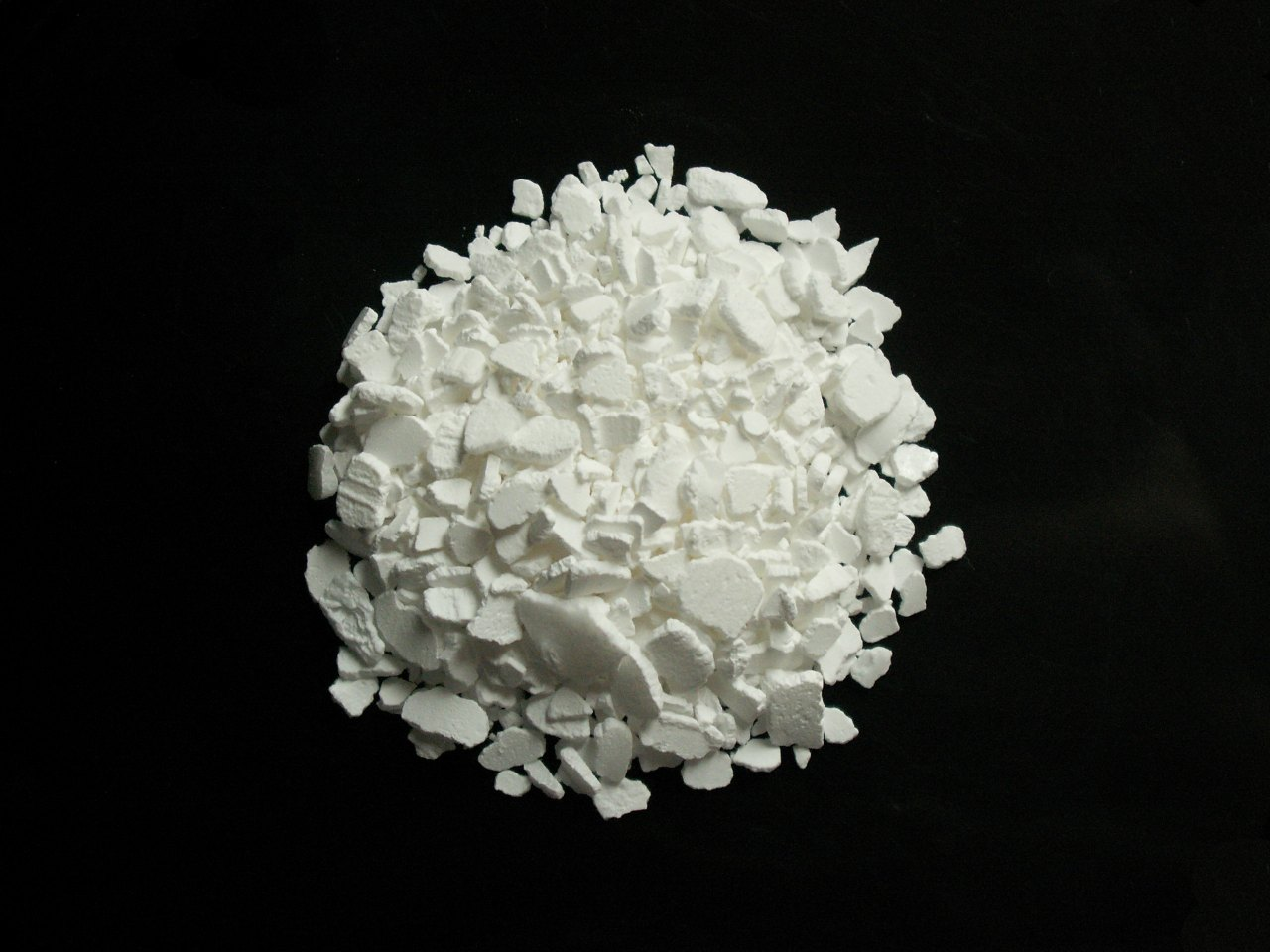
Calciumchloride CaCl_{2}

Chloride heeft in de scheikunde verschillende betekenissen.
- Chloriden zijn algemeen verbindingen waarin chloor in de oxidatietoestand −1 voorkomt.
- Het chloride-ion is het negatief geladen ion Cl−. Het ontstaat wanneer een elektrische neutraal atoom van chloor één elektron opneemt.
- De zouten van zoutzuur HCl worden ook chloriden genoemd. Een voorbeeld hiervan is keukenzout of natriumchloride NaCl. Keukenzout lost in water op en vormt dan Na+ en Cl− ionen.
- Covalente chloriden zijn ook mogelijk. Enkele voorbeelden zijn fosforpentachloride, stikstoftrichloride en siliciumtetrachloride. Dizwaveldichloride S2Cl2 wordt gebruikt om rubber mee te vulkaniseren.

Chloriden kunnen, evenals de andere halogeniden, zich gedragen als liganden en complexe verbindingen vormen met verschillende metaalionen tot CoCl3−, CoCl4−, FeCl4− of met covalente halogeniden tot BCl4−. Er kunnen ook samen met andere liganden gemengde complexe verbindingen worden gevormd, zoals met [Co(NH3)4Cl2]+.
Chloorhoudende verbindingen worden in de organische chemie soms ook, maar verkeerd met (organo)chloride aangeduid. Vooral de verouderde namen van de veel in de industrie gebruikte verbindingen als vinylchloride, methylchloride voor chloormethaan en methyleenchloride voor dichloormethaan blijven hardnekkig standhouden.

## Testen op chloride-ionen
Chloriden worden beschouwd als een ongewenste stof omdat ze staal kunnen laten roesten, zelfs als rond dat staal een beschermlaag is aangebracht. De chloriden in waterdamp trekken door osmose door de beschermlaag heen.
Een veelgebruikte test om om de hoeveelheid chloriden in een mengsel te bepalen is het gebruik van zilvernitraat. Door zilvernitraat en salpeterzuur toe te voegen aan het mengsel zal er een reactie plaatsvinden die resulteert in de vorming van zilverchloride. Dit veroorzaakt een vertroebeling van het mengsel, wat tot melkachtig wit kan gaan. Door vergelijking met standaardresultaten kan men zo de hoeveelheid chloriden bepalen. Deze testen worden bijvoorbeeld uitgevoerd na de voorbehandeling van staal oppervlakken om er zeker van te zijn dat coatings die bescherming moeten bieden onderwater niet voortijdig falen door osmotisch blisteren. Dit gebeurt bijvoorbeeld op de romp van schepen, in tanks of in beton om zeker te stellen dat overmatige chloriden niet voortijdig de wapening laten roesten.

## Toepassing in de klinische chemie
De chlorideconcentratie in het lichaam kan door middel van een bloedonderzoek of een urineonderzoek worden bepaald. De concentratie van chloride is nauw gekoppeld aan de concentratie natrium in het lichaam. Natrium wordt door de nier actief opgenomen via een transporter waarbij het chloride soms passief volgt, zoals in het proximale deel van de lis van Henle, of actief zoals in het distale deel van de lis van Henle. Verlaagde concentraties gaan vaak samen met een hyponatriëmie en kunnen veroorzaakt worden door overmatig verlies van chloride-ionen bijvoorbeeld na braken, overmatig zweten zonder voldoende zoutinname of bij brandwonden. Verhoogde concentraties worden gevonden bij uitdroging, na suppletie met NaCl, nierziekten zoals renale tubulaire acidose, en bij hyperparathyreoïdie door fosfaatverlies in de urine.
De concentratie chloride in zweet wordt in zeldzame gevallen bepaald door middel van een zweettest. Dat gebeurt wanneer men het vermoeden heeft dat een patiënt taaislijmziekte heeft. Bij deze patiënten is de concentratie chloride in het zweet verhoogd. Een eenmalige bevinding is niet voldoende om de ziekte vast te stellen, hierna zal nog verder onderzoek worden gedaan, bijvoorbeeld DNA-onderzoek, om de diagnose te bevestigen dan wel uit te sluiten.
De methode die wordt gebruikt om chloride in bloed of urine te meten is spectrofotometrie, met behulp van een ionselectieve elektrode of vlamspectrofotometrie. De normaal toegelaten referenties van chloor in het bloed bij volwassenen is 95 tot 105 milli-equivalenten (mEq) per liter. Om de oorzaak van de verandering in de chloride concentratie te achterhalen is het van belang deze te interpreteren in het licht van de andere elektrolyten zoals natrium, kalium en bloedgasanalyse. Hierbij kan het uitrekenen van de anion gap behulpzaam zijn.

Toegelaten referenties bij een bloedtest, uiterst rechts staat het gehalte van het chloride in het bloed